# Le Lotissement du ciel
Le Lotissement du ciel est un ouvrage écrit par Blaise Cendrars et publié pour la première fois en 1949 chez Denoël. Il est le quatrième volume de ce que l’on peut considérer comme le cycle des Mémoires de Blaise Cendrars, commencé en 1943 lors de son séjour à Aix-en-Provence et dont les trois volumes précédents sont L'Homme foudroyé, La Main coupée et Bourlinguer.
Rhapsodique, déroutant, ce texte qui oscille entre autobiographie fabulée et hagiographie reste encore aujourd’hui l'un des plus énigmatiques et des moins abordables de l’auteur.

## L'œuvre
Le volume du Lotissement du ciel se compose de trois parties distinctes, de trois « morceaux », comme les appelle Blaise Cendrars dans sa correspondance. La première partie, « Le jugement dernier », est de beaucoup la plus courte. Elle précède « Le nouveau patron de l’aviation », qui établit la vie de Saint-Joseph de Coupertine, et « La Tour Eiffel sidérale », sous-titrée « (Rhapsodie de la nuit) », de longueurs à peu près égales. La cohérence de l’ensemble a souvent été remise en cause par les critiques. On peut d’ailleurs se demander jusqu’à quel point Cendrars lui-même n’a pas procédé par collage d’éléments hétérogènes. Les deux premiers morceaux ont fait l’objet de prépublications sous des titres différents, quand Cendrars avait pensé intégrer le dernier, pièce majeure du volume, dans un recueil d’histoires brésiliennes que la guerre a interrompu, La croix du sud. Dans une lettre du 13 juin 1946 adressée à son ami Maximilien Vox, on voit combien les nécessités de l’édition ont pu influencer le regroupement des différentes parties : « Entendu pour la Tour Eiffel Céleste, à quoi j’ajouterai Un Nouveau Patron de l’Aviation (st Joseph de Coupertine, l’as de la lévitation) ce qui te fera dans les 80 pages. Est-ce OK ? avant la fin de l’année ? ». Cette hétérogénéité de l’ensemble a déconcerté et déconcerte encore les lecteurs, à commencer par les contemporains de Cendrars. Il confiera sa déception à son ami Jacques-Henry Lévesque : « Le Lotissement du ciel est le livre qui a fait taire la critique. Pas un seul grand ténor n’a donné » . Des quatre textes des Mémoires (L’Homme foudroyé (1945), La Main coupée (1946), Bourlinguer (1948)), il est celui qui a connu le moins de succès.
Pourtant, il ne faut pas conclure à l’aberration ou au simple caprice éditorial. Si Le Lotissement du ciel est aujourd’hui reconnu comme étant un des chefs-d’œuvre de Cendrars, l’auteur lui-même l’a donné à comprendre comme un tout unifié. Ainsi, avant d’expliciter le parcours global que constitue le cycle des Mémoires, Cendrars évoque ce que représente pour lui Le Lotissement du ciel : 
Mon livre est plein d’oiseaux, d’ailes, d’anges, de saints, d’enfants, de fleurs de soleil, de lumière, :de rêve éveillé, mais il contient aussi toute la faune et toute la flore redoutables de la nuit, et j’ai dû :m’arrêter avant d’y introduire quelques histoires d’escrocs goguenards et innocents, mon livre étant déjà :trop plein et, moi, ayant trop de choses à dire.
Après Bourlinguer, le voyage continue mais sur les voies du monde intérieur. C’était urgent .
La même ambivalence tombe sur l’identification générique du texte. Si la pièce centrale relève à l’évidence du genre traditionnel de l’hagiographie, les deux morceaux périphériques sont moins manifestement des mémoires. Les épisodes biographiques se succèdent en masse et pêle-mêle. Ainsi sont évoqués des évènements qui remontent à l’enfance de Cendrars en Égypte ou à Naples, le séjour à New York entre 1911 et 1912, le premier voyage au Brésil de 1924, et jusqu’à des considérations sur les années d’écriture elle-même (le retour à l’écriture en 1943, et l’état du monde en 1949). Mais cette matière biographique et factuelle suffit-elle à qualifier l’œuvre de « mémoires » ? Selon le mot célèbre de Cendrars, à l’occasion d’entretiens radiophoniques avec Michel Manoll (1950), ces ouvrages des années 1940 sont « des Mémoires sans être des Mémoires ». La part importante de fabulation, l’éclatement chronologique rapprochent Le Lotissement du genre romanesque. Certains passages relèvent stylistiquement de la prose poétique.
C’est bien sûr cette complexité et cette inconstance qui font la richesse du texte. Réhabilité depuis par la critique, Le Lotissement du ciel a pu être vu comme une manière de testament.

### Éditions du Lotissement du ciel

#### Prépublications
- « Le jugement dernier », Samedi-Soir, 28 septembre 1946, p. 8.
- « Un nouveau patron pour l’aviation (nouvelle) » (séquences 1 à 30), Le cheval de Troie, n° 1, juillet 1947, p. 23-75
- « Le Ravissement d’amour » (séquences 41 à 86), in Louis Parrot, Blaise Cendrars, Seghers, « Poètes d’aujourd’hui », 1948, p. 213-230.
- « Le Ravissement d’amour » (séquences 92 à 105), Montpellier, Souffles, nouvelle série, n° 2, janvier-février 1949, p. 35-42.

#### Éditions
- Le Lotissement du ciel, Paris, Denoël, 1949.
- A l’aventure, Paris, Denoël, 1958 (anthologie personnelle avec des extraits du « Jugement dernier » et de « La Tour Eiffel sidérale »).
- L’Aventure, Compagnie des Libraires et des Éditeurs associés, « Club des Jeunes Amis du Livre », 1958.
- Joseph de Cupertino, Le Club du Livre chrétien, 1960.
- Le Lotissement du ciel, in Œuvres complètes, Paris, Denoël, t. VI, 1961.
- Le Lotissement du ciel, in Œuvres complètes, Paris, Le Club français du livre, t. 12, 1970.
- Le Lotissement du ciel, Paris, Gallimard, « Folio », 1976.
- Le Lotissement du ciel, édition présentée et annotée par Claude Leroy, Paris, Gallimard, « Folio », 1996. Nouvelle édition mise à jour, 2011.
- Le Lotissement du ciel, in Œuvres complètes, Paris, Denoël, « Tout autour d’aujourd’hui », t. 12, 2005. Édition annotée et préfacée par Claude Leroy.
- Le Lotissement du ciel, in Œuvres autobiographiques complètes, Paris, Gallimard, "Bibliothèque de la Pléiade", t. II, 2013. Notice et notes de Claude Leroy.

### Ouvrages critiques
- Jacqueline Bernard (éd.), Cendrars, l'aventurier du texte, Grenoble, Presses universitaires de Grenoble, 1992.
- Claude Leroy (éd.), Cendrars et Le Lotissement du ciel, Paris, Armand Colin 1995.
- Claude Leroy (éd.), Cendrars, le bourlingueur des deux rives, Paris, Armand Colin, 1995.
- Miriam Cendrars, Blaise Cendrars. L'or d'un poète, Paris, Gallimard, «Découvertes», 1996.
- Maria Teresa de Freitas et Claude Leroy (éd.), Brésil: l'utopialand de Blaise Cendrars, Paris, L'Harmattan, 1998.
- Claude Leroy (éd.), Rencontres avec Blaise Cendrars (Entretiens et interviews 1925-1959), Paris, Non Lieu, 2007.